# 陳銘 (正德進士)
陳銘（1475年—？年），字文彝，浙江绍兴府會稽縣人，軍籍。

## 生平
治《易經》，行五，由國子生中式弘治甲子科（1504年）浙江鄉試第二十名舉人，年三十四歲中式正德三年（1508年）戊辰科會試第二百七十四名，第三甲第一百十八名進士。授南直隶溧水县知县，官至府同知。

## 家族
曾祖陈国友。祖父陈宗晔。父陈华，義官。嫡母金氏；生母丁氏。永感下，兄鋭，義官；鏻，義官；錥，卫知事。